# سیارک ۸۶۳۵
سیارک ۸۶۳۵ (به انگلیسی: 8635 Yuriosipov، نامگذاری:1985PG2) هشت هزار و ششصد و سی و پنجمین سیارک کشف شده‌است که در ۱۳ اوت ۱۹۸۵ کشف شد.
قدر مطلق سیارک برابر ۱۴٫۰۰ است.